# Norges B-herrlandslag i bandy
Norges B-landslag i bandy spelade under 1940-talet landskamper mot Sverige.

## Landskamper
- 1940 - Sverige B-Norge B 9-0 (Örebro)
- 18 februari 1940: Sverige B-Norge B 6-0 (Örebro) [1]
- 1940 - Norge B-Sverige B 2-7 (Oslo)
- 1947 - Sverige B-Norge B 7-1 (Örebro)
- 1948 - Norge B-Sverige B 2-7 (Oslo)
- 1949 - Sverige B-Norge B 4-0 (Katrineholm)

### Fotnoter
1. ↑  ”Adertonde årgången (händelserna 1940)”. Svenska Dagbladets årsbok. 13 mars 1940. https://runeberg.org/svda/1940/0243.html. Läst 16 oktober 2013.